# Poimenesperus laetus
Poimenesperus laetus là một loài bọ cánh cứng trong họ Cerambycidae.